# Footscray
Footscray is een voorstad van Melbourne, Victoria, Australië circa 5 kilometer ten westen van het Central Business District van Melbourne. In 2021 had Footscray 17.131 inwoners. 
Footscray staat bekend om een centraal gelegen multicultureel winkelgebied die is ontstaan door vele verschillende migratiegolven in de geschiedenis. Ooit was Footscray een centrum voor Griekse, Italiaanse en Joegoslavische immigranten maar later werden dit vooral Vietnamese en Oost-Afrikaanse immigranten. Recentelijk is er in Footscray sprake van een snelle ontwikkeling en gentrificatie. Het Britse tijdschrift Time out plaatste Footscray op de 13e plaats van '50 coolste buurten ter wereld' voor 2019 met name door het gevarieerde aanbod van internationale gerechten, bars, het nachtleven en de kunstscene. 
Footscray is genoemd naar Foots Cray, een gebied in de borough Bexley in het zuidoosten van Londen. 

## Geschiedenis
Footscray is onderdeel van Maribyrnong City en is grotendeels gebouwd van de aboriginal nation Kulin nation. Voor duizenden jaren was Footscray de ontmoetingsplek voor de inheemse volkeren Yalukit en Wurundjeri. In 1803 werd het gebied voor het eerst bezocht door de Europese ontdekkingsreiziger Charles Grimes. 

## Bevolking
In 2011 woonden er 13.193 inwoners in Footscray met in totaal 135 nationaliteiten. 
Tijdens de volkstelling in 2021 kwam 50,9% van de inwoners uit Australië. Daarnaast zijn de grootste groepen afkomstig uit Vietnam (8,5%), India (4,7%), Engeland (2,2%), China (2,2%) en Nieuw-Zeeland (2,0%). De gemiddelde leeftijd was in 2021 34 jaar.
De gemeente Footscay verwacht dat in 2031 de bevolking meer dan verdubbeld is van 14.100 naar 30.500 waarvoor 7.000 nieuwe woningen nodig zullen zijn. 